# Oudey Jrid
Oudey Jrid es una comuna o municipio del departamento de Guerou, en la región de Assaba, en Mauritania. En marzo de 2013 presentaba una población censada de 4795 habitantes.
Se encuentra ubicada al sur del país, sobre el desierto del Sahara, cerca de la frontera con Senegal y Malí.